# La Mano Negra

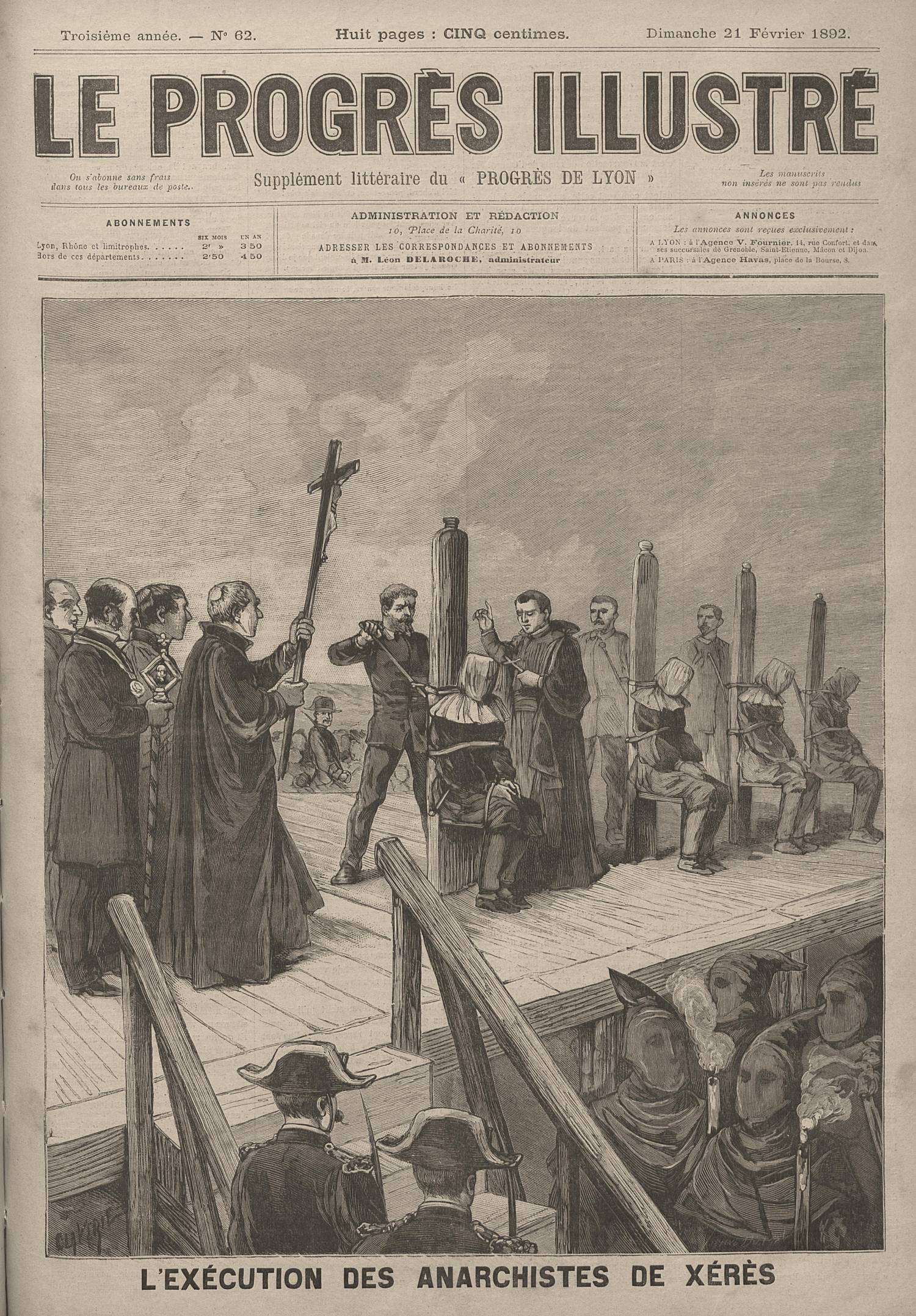
Execução de anarquistas em Xerez. Ilustração do periódico francês Le Progrès Illustré.

 La Mano Negra (A Mão Negra em espanhol) foi uma suposta "organização anarquista secreta e violenta" que teria atuado na Andaluzia em fins do século XIX a qual são atribuídos assassinatos, incêndios de colheitas e de edifícios.
Apesar dos grupos anarquistas da zona afirmarem nada terem a ver com a dita organização e que as provas eram inexistentes (foram forjados diversos testemunhos falsos para serem usados contra os imputados, sendo inclusive aceito como prova um papel supostamente encontrado de baixo de uma pedra no meio de um monte com a lista de supostos integrantes da Mano Negra), o aparato repressivo do estado levou a cabo uma duríssima repressão baseando-se em quatro atentados cometidos no final do ano de 1882 e nos primeiros meses de 1883. O resultado foram quinze camponeses condenados a morte, dos quais sete foram executados na praça do Mercado de Jerez de la Frontera, em 14 de junho de 1884.
Ainda que durante muitos anos tenha se discutido a existência desta suposta organização, atualmente praticamente todo o âmbito acadêmico de historiadores está de acordo de que foi uma invenção a maneira de uma operação de bandeira falsa, um modo de imputação injustificado do governo de Sagasta para eliminar rapidamente as revoltas dos campos do sul da Espanha como já insinuou Vicente Blasco Ibáñez em seu romance sociológico em 1905.
Atualmente, seguem sendo realizados estudos sobre este tema, nos quais imperativamente apontam para:
"Esse interesse obscuro por imputar aos anarquistas qualquer crime com a finalidade de deteriorar a imagem do coletivo tem sido uma constante na história deste país e de qualquer país". — Juan Madrid, historiador e jornalista, em referência à Mano Negra.
.